# At forråde virkeligheden
At forråde virkeligheden er en dansk portrætfilm fra 2006 instrueret af Lasse Jensen.

## Handling
Filmen går bag om Ole Roos' portræt af sin afdøde ven, forfatteren Henrik Stangerup, som han har portrætteret i filmen At skrive eller dø (2006).